# Mantidae
Mantidés
Famille
Les Mantidés (Mantidae) forment une famille d'insectes appartenant à l'ordre des Mantodea. Ce groupe est morphologiquement très diversifié et est largement distribué dans les régions tropicales, subtropicales et tempérées. Cette famille qui a contenu de l'ordre de 1 260 espèces a fait l'objet d'une révision en 2019 qui réduit ce nombre.

## Caractéristiques
Chez les Mantidae, la tête est de forme triangulaire et elle est plus large que longue. Les yeux sont largement espacés et ils sont dominants. Les ocelles sont généralement bien développés chez le mâle. Les antennes sont filiformes, parfois ciliées ou épaissies. Les pièces buccales sont de type broyeur et elles se retrouvent à l'avant de la tête.

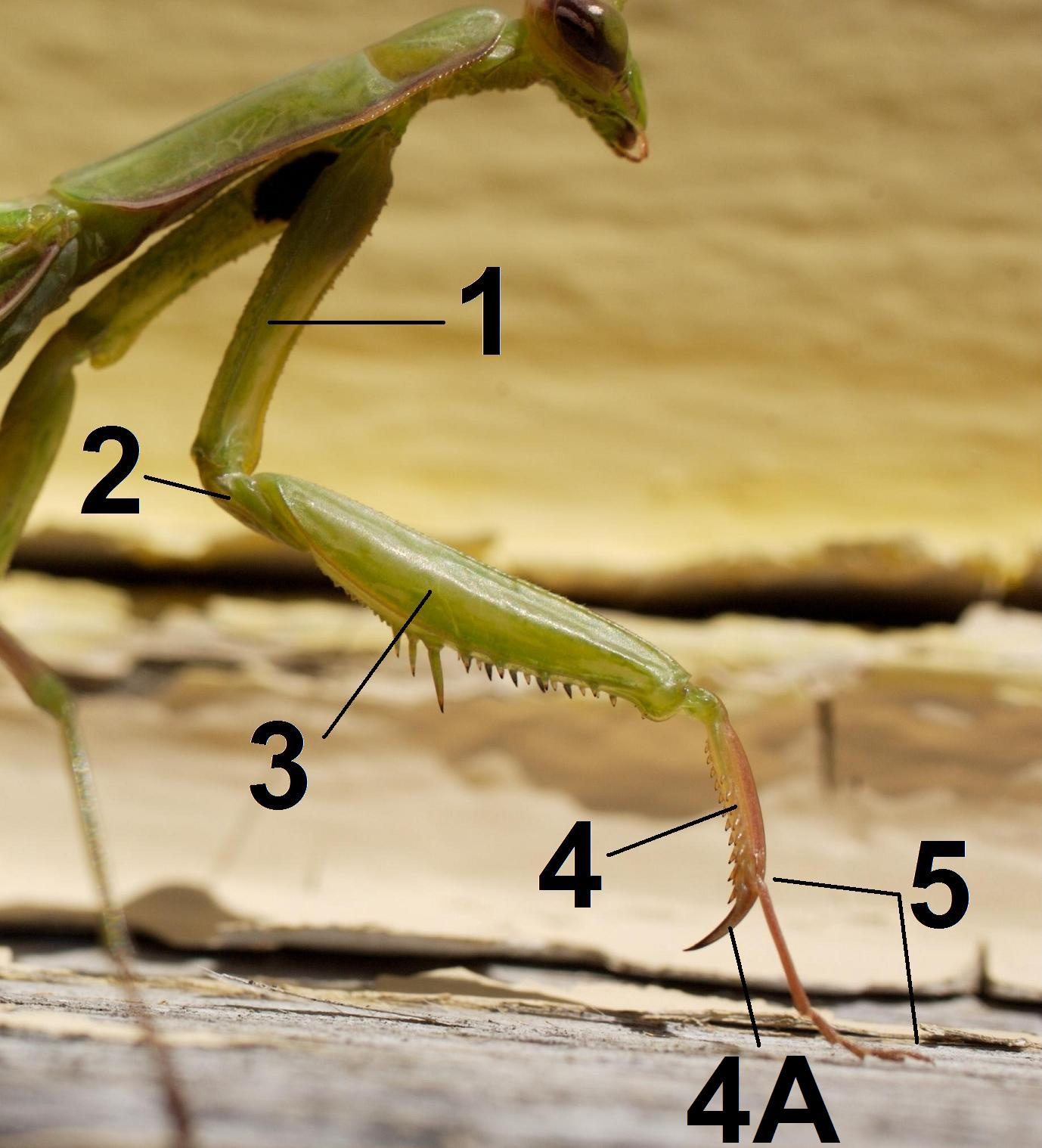
Pattes ravisseuses : 1-coxa, 2-trochanter, 3-fémur, 4-tibia, 4A-épine, 5-tarse

Comme tous les représentants des Mantodea, ils possèdent des pattes ravisseuses ou raptoriales. Ils s'en servent pour capturer et maintenir leur proie. Chez cette famille, le fémur et le tibia sont pourvus de deux rangées d'épines précédées de tubercules semblables à des dents. Les épines ventrolatérales du tibia sont plus ou moins séparées les unes des autres. Les pattes antérieures possèdent un tarse délicat segmenté en quatre ou cinq segments et qui se terminent avec deux griffes. Le thorax de la mante se compose du prothorax, du mésothorax et du métathorax. Le prothorax est plus long que large et il est également très flexible.
Au sein de l'ordre, la longueur des ailes est très variable. Les ailes sont composées de deux ensembles : les ailes antérieures et postérieures. Les antérieures, appelées tegmines, sont généralement droites, opaques et coriaces. Chez les Mantidae, elles sont habituellement de couleur unie. Elles permettent le camouflage par leur coloration et leur texture et elles protègent les ailes postérieures. Ces dernières sont plus larges, plus délicates et transparentes.
Chez les mantes, l'abdomen se compose de dix tergites (segments dorsaux) et de neuf sternites (segments ventraux) visibles chez le mâle et de sept chez la femelle. Les abdomens du mâle et de la femelle ont des formes différentes. Chez le mâle, il est fin et délicat tandis que chez la femelle il est épais et plus lourd. Celui-ci contient les organes nécessaires à la fabrication de l'oothèque. L'abdomen des deux sexes se termine par une paire de cerques.
Il existe un dimorphisme sexuel franc pour cette famille.

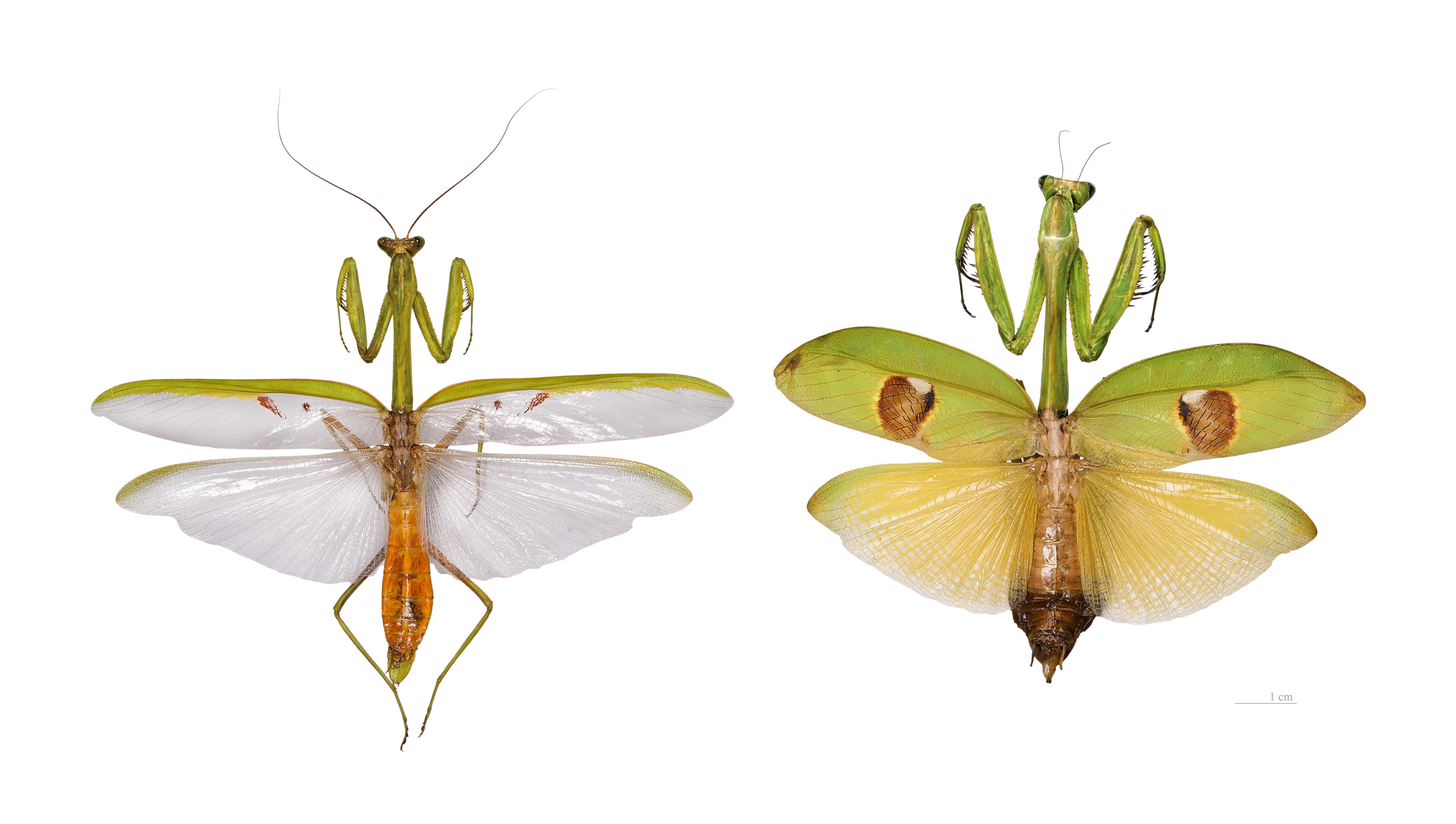
Stagmatoptera supplicaria - Muséum de Toulouse dimorphisme sexuel
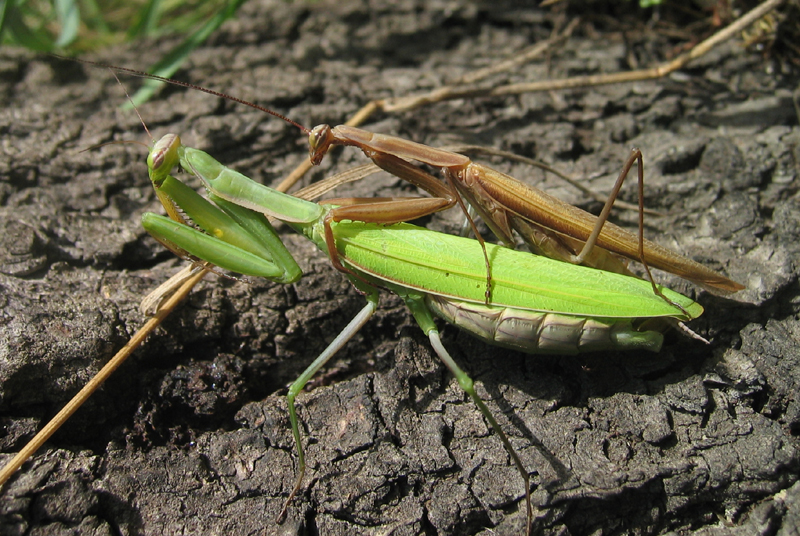
Mante religieuse

## Cycle de vie
Comme tous les membres de l'ordre des Mantodea, ils ont un développement hémimétabole qui se déroule en trois étapes principales : l'œuf, la nymphe et l'adulte. La nymphe est relativement similaire à l'adulte. Elle est cependant plus petite, ses ailes ne sont pas développées et ses organes sexuels ne sont pas encore à maturité. Dans certains cas, elles ont une coloration différente des adultes. Au cours de sa croissance, la nymphe augmente en taille et mue cinq à 10 fois. Elle ressemblera de plus en plus à l'adulte et c'est à la dernière mue, que les ailes finissent par se déployer complètement (chez les espèces à longues ailes).

## Comportements
Les Mantidae présentent les mêmes comportements généraux que ceux décrits sur la page des Mantodea.

### Alimentation

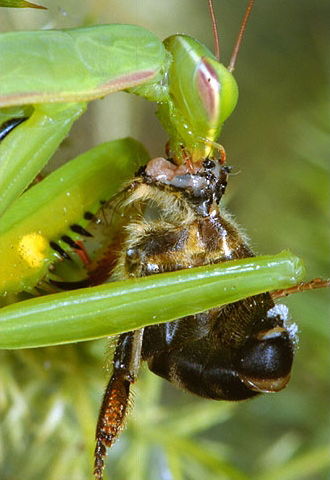
Mante religieuse (Mantis religiosa) dévorant une abeille

La plupart des mantes sont exclusivement des prédatrices généralistes. Elles se nourrissent d'autres insectes et la composition de leur régime alimentaire varie avec l'âge. Chez la nymphe de premier stade, l'alimentation se compose de petits diptères et d'autres minuscules invertébrés. Le cannibalisme entre frères et sœurs est très fréquent à ce stade. Au cours de la croissance, la taille des proies augmente. Au dernier stade, le régime alimentaire se compose essentiellement d'insectes (criquets, sauterelles, chenilles, papillons, punaises, blattes, mouches, coléoptères adultes, abeilles, guêpes, etc.) mais les grandes espèces peuvent s'attaquer à de petits scorpions, des centipèdes, des araignées, des lézards, des grenouilles, des souris et même des oiseaux.

### Camouflage
Les mantes, comme les phasmes, bougent leur corps de manière rythmée pour mieux se fondre dans la végétation qui bouge au gré du vent. La plupart d'entre elles font usage de leur coloration pour se fondre dans le feuillage ou le substrat. Certaines imitent à la perfection une feuille vivante ou flétrie, une branche, l'écorce d'un arbre, certaines fleurs et même la texture des pierres.
Les capacités de camouflage sont très développées.

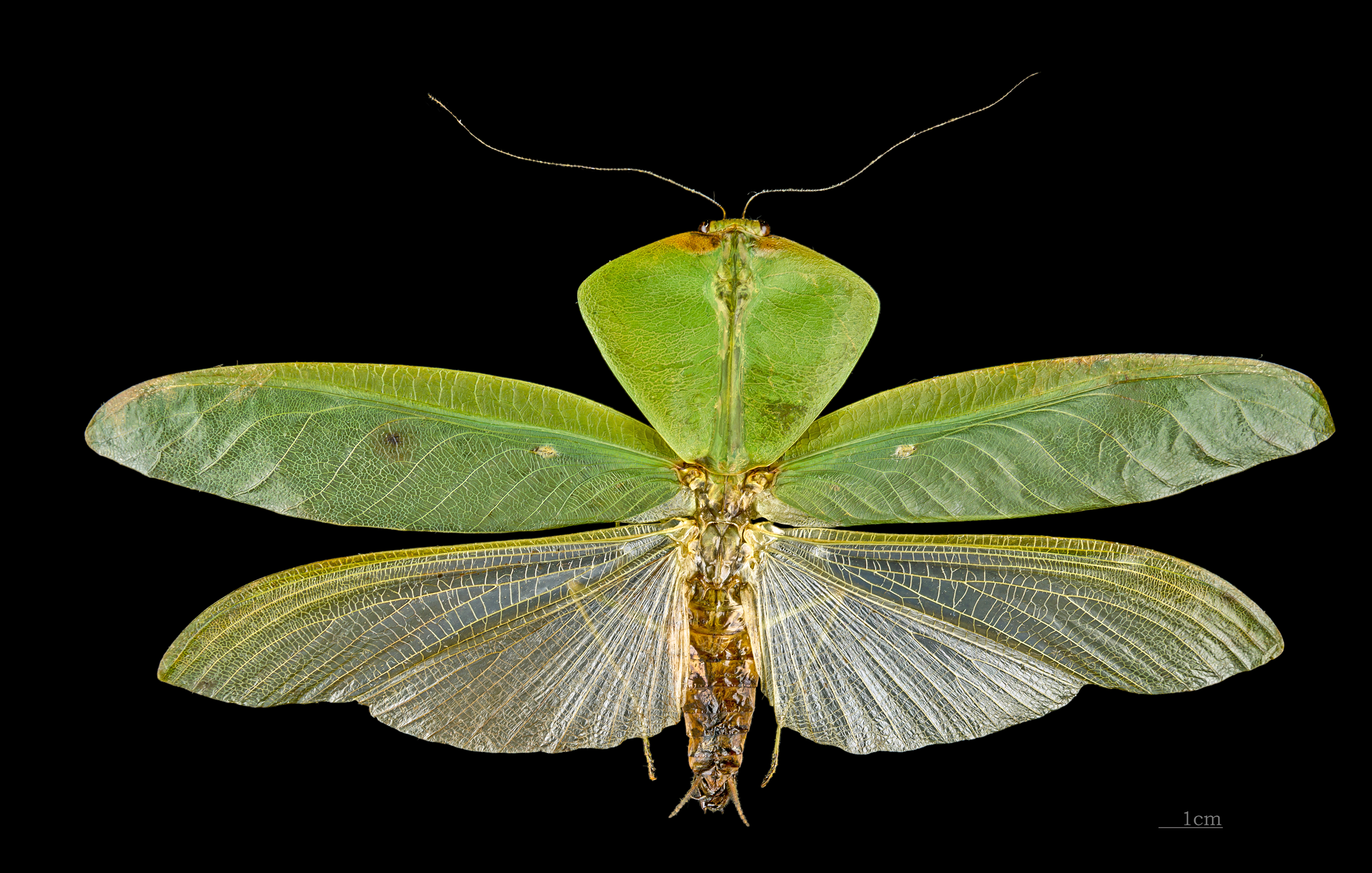
Mante feuille (Choeradodis stalii)
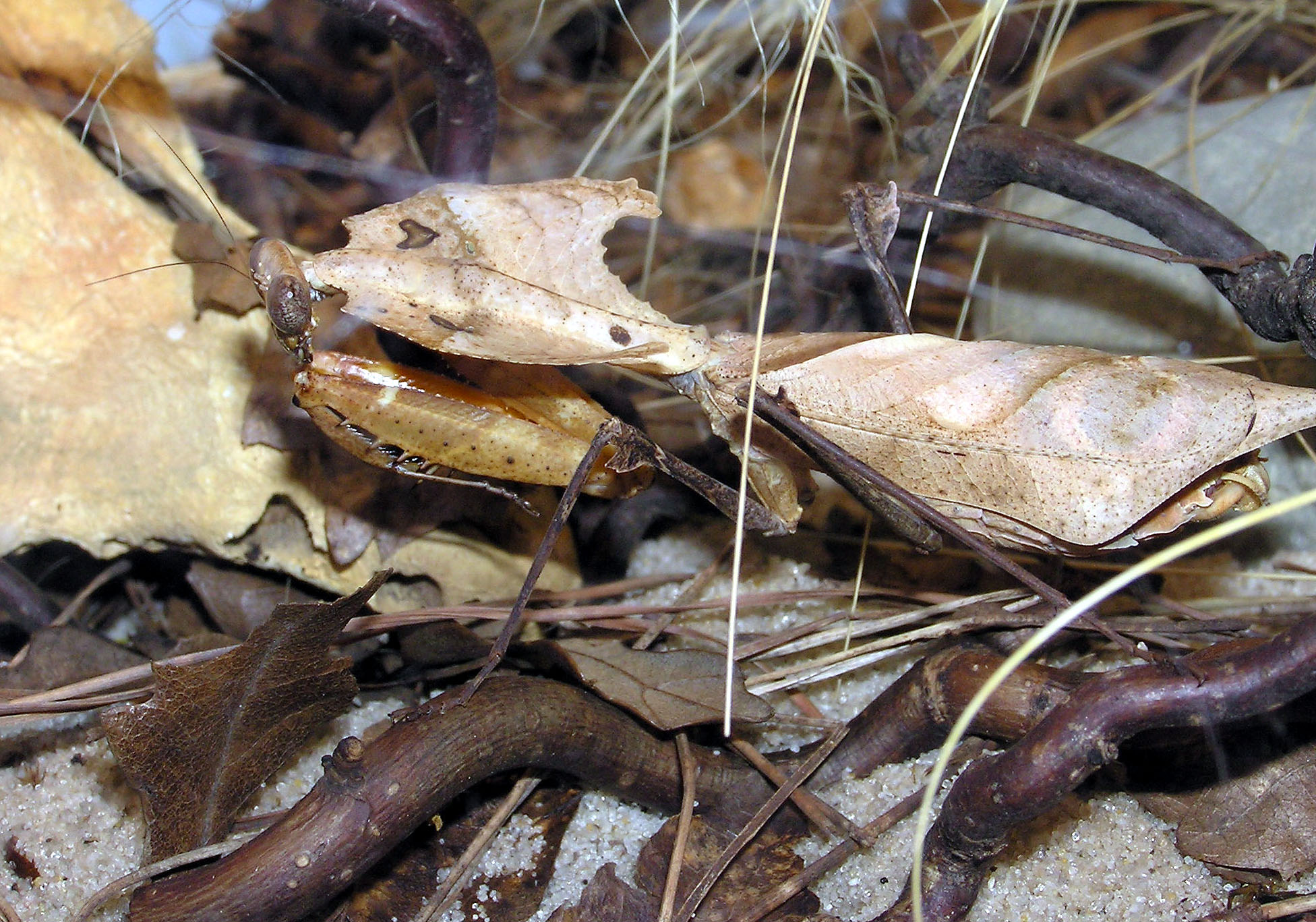
Mante feuille-morte (Deroplatys desiccata)

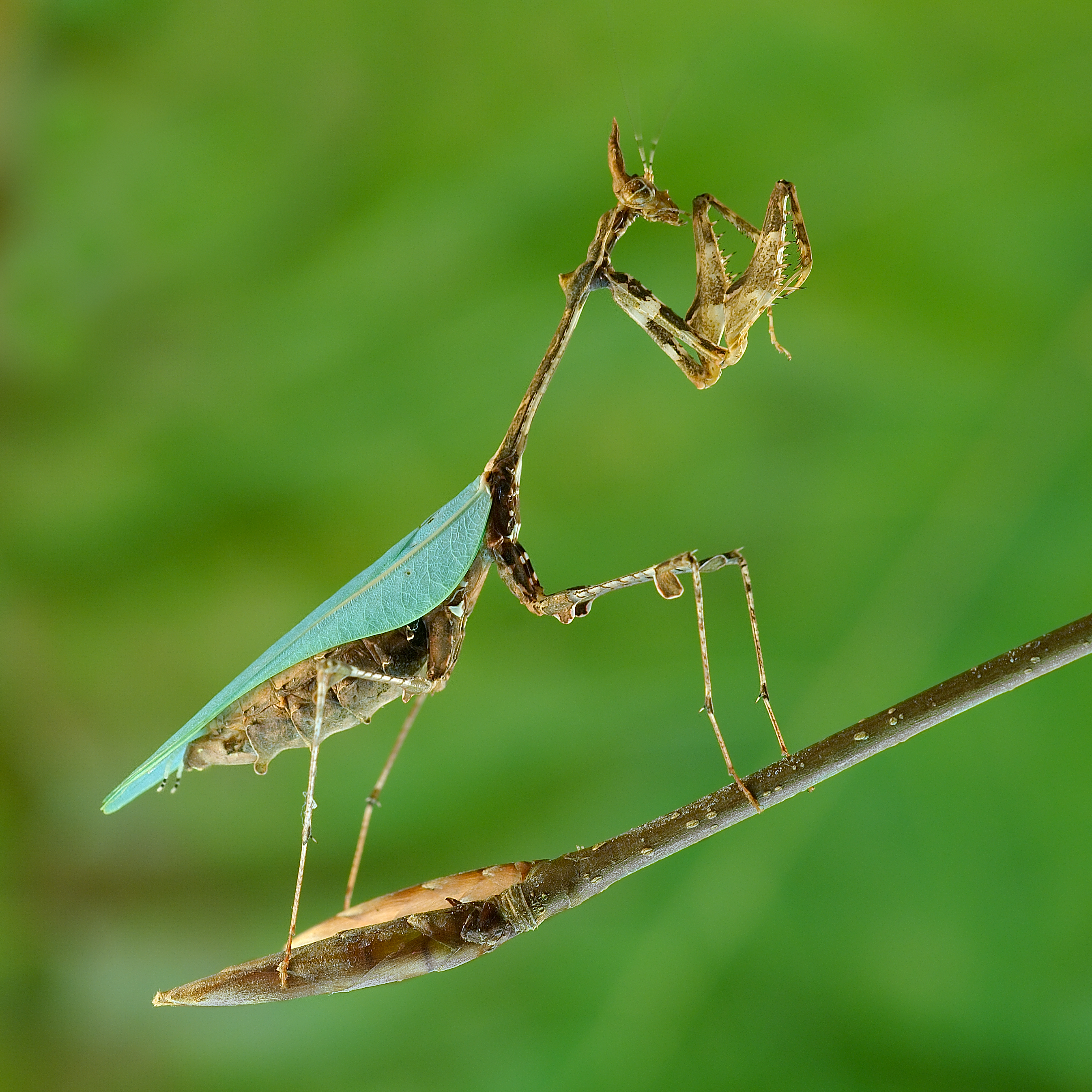
Mante d'Afrique australe (Sybilla pretiosa)

## Classification

### Liste des sous-familles
D'après la dernière révision majeure de cette famille en 2019, elle contient dix sous-familles :
- Choeradodinae Saussure, 1869
- Deromantinae Giglio-Tos, 1919
- Hierodulinae Brunner de Wattenwyl, 1893
- Mantinae Latreille, 1802
- Mellierinae Giglio-Tos, 1915
- Omomantinae Giglio-Tos, 1916
- Orthoderinae Saussure, 1869
- Stagmomantinae Brunner de Wattenwyl, 1893
- Tenoderinae Brunner de Wattenwyl, 1893
- Vatinae Stål, 1877